# Esquizopodins
Els esquizopodins (Schizopodinae) és una subfamília de coleòpters de la família Schizopodidae. De vegades es considera com una família separada

## Taxonomia
- Tribus(2): Dystaxiini · Schizopodini
- Gèneres (3): Dystaxia ·Glyptoscelimorpha ·Schizopus